# Mantet

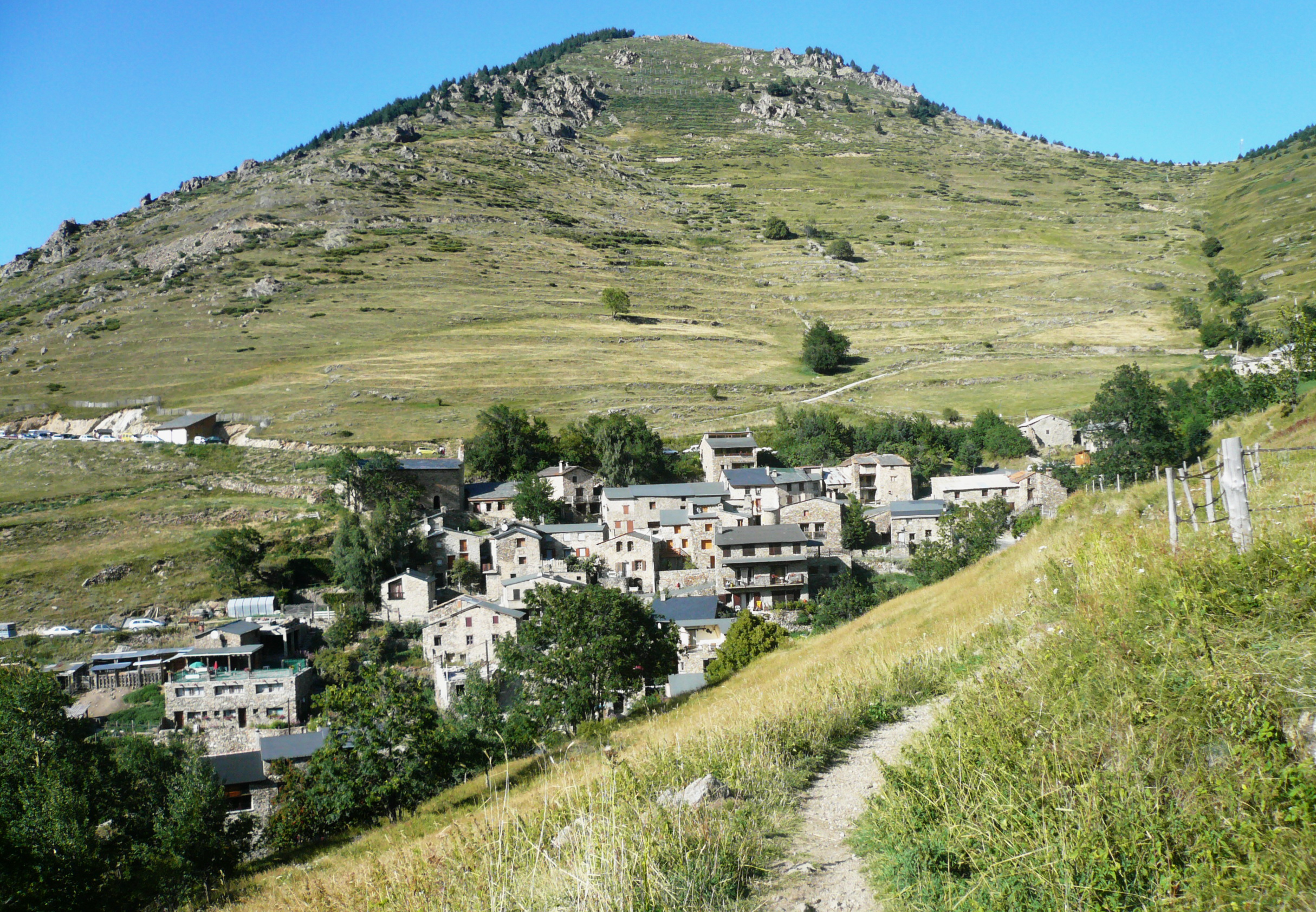
Mantet (2009)

Mantet (katalanisch Mentet) ist eine französische Gemeinde mit 35 Einwohnern (Stand 1. Januar 2022) im Département Pyrénées-Orientales in der Region Okzitanien. Sie gehört zum Arrondissement Prades und zum Kanton Le Canigou.

## Lage
Die Gemeinde liegt im Regionalen Naturpark Pyrénées Catalanes und wird vom gleichnamigen Fluss Mantet durchquert.
Nachbargemeinden von Mantet sind Nyer im Norden, Py im Osten, Prats-de-Mollo-la-Preste im Südosten, Setcases (Spanien) im Süden und Fontpédrouse im Westen.

## Bevölkerungsentwicklung
| Jahr      | 1962 | 1968 | 1975 | 1982 | 1990 | 1999 | 2013 |
| Einwohner | 13   | 4    | 7    | 23   | 26   | 17   | 32   |

## Sehenswürdigkeiten
- Romanische Kirche Saint-Vincent (1102)
- Tumulus de Collada Verda